# Russia Today
RT (ranije engl. Russia Today) je globalna višejezična televizijska postaja koju je osnovala Ruska vlada. Televizija je počela emitirati program 10. prosinca 2005. godine i za potrebe održavanja programa zaposlila je 100 novinara govornika engleskoga jezika iz cijeloga svijeta. Uz središnja studija koja se nalaze u Moskvi, RT ima lokalni studio smješten u gradu Washingtonu, kao i dopisništva u Miamiju, Los Angelesu, Londonu, Parizu, Delhiju i Tel Avivu. Televizija prenosi program na engleskom, španjolskom i arapskom jeziku. Iako je RT 2005. godine službeno osnovana kao autonomna neprofitna organizacija, u njenom je radu značajnu potporu dala i središnja vlast koja je u nju do sada investirala značajna sredstva. Cilj je televizije na međunarodnoj pozornici prenositi ruska stajališta o zbivanjima u svijetu kao i upoznati svijet sa zbivanjima u Rusiji. Programi RT-a su RT International, RT America, RT Arabic i Actualidad RT'. RT International, sa sjedištem u Moskvi, 24 sata dnevno emitira vijesti, dokumentarne filmove, intervjue, debate, sportske vijesti i kulturni program za koji kažu da pruža "ruski stav o glavnim globalnim događajima".
RT je brand "TV-Novosti", "samostalne neprofitne organizacije", koju je 6. travnja 2005. utemeljila ruska novinska agencija RIA Novosti. Tijekom gospodarske krize u prosincu 2008., ruska vlada, na čelu s premijerom Vladimirom Putinom, uvrstila je ANO "TV-Novosti" na službeni popis glavnih organizacija od strateškog značaja za Rusiju.
RT je često opisivan kao propagandno sredstvo Ruske vlade i njene vanjske politike te je također opetovano optuživan za svjesno širenje dezinformacija od strane reportera, uključujući i neke bivše RT-ove reportere.
Heidi Brown je 2008. napisala u Forbesu da "Kremlj koristi šarm, dobru fotografiju i zdravu dozu seksipila kako bi privukao raznoliku, skeptičnu publiku. Rezultat je zabavan - i neumitno ruski". Dodala je da je RT uspio "privući strance da barem razmišljaju o ruskom pogledu na svijet - koliko god on bio ekscentrično."  Ofcom, regulator medija Ujedinjenog Kraljevstva, više puta je utvrdio da je RT prekršio pravila o nepristranosti te svjesno emitirao obmanjujući sadržaj. 13. studenoga 2017., RT America službeno je registriran kao "strani agent" pri američkom Ministarstvu pravosuđa sukladno odredbama Zakona o registraciji stranih agenata te mora objavljivati informacije o financiranju. Od 2014, RT-u je zabranjeno emiritanje u Ukrajini.

## Galerija
- RT-ov studio u Washingtonu
- Dmitrij Medvedev i Margarita Simonjan

## Vanjske poveznice
- (engl.) Službene stranice
- (engl.) Program uživo

Ostali projekti
|  | Zajednički poslužitelj ima još gradiva o temi RT |